# Jordin Sparks
Jordin Brianna Sparks (Phoenix, 22 dicembre 1989) è una cantautrice e attrice statunitense. La più giovane vincitrice di American Idol, ha pubblicato quattro album in studio, vendendo oltre 12 milioni di copie, vincendo due BET Awards, un American Music Award, un NAACP Image Award e venendo candidata ai Grammy Award per la collaborazione No Air con Chris Brown.
Grazie alla vittoria del programma ha pubblicato il suo album di debutto, Jordin Sparks (2007), che ha ottenuto ampio successo internazionale, sostenuto dai singoli esordienti nella top ten della Billboard Hot 100 Tattoo e No Air. Quest'ultimo, in collaborazione con Chris Brown, è divenuto il maggior successo internazionale della cantante, facendole ottenere un Teen Choice Awards, un People Choice Awards e venendo candidata al Grammy Award alla miglior collaborazione vocale pop.
Il secondo album in studio di Sparks, Battlefield (2009), ha esordito alla posizione numero 7 della classifica Billboard 200. Il singolo che dà il titolo all'album ha raggiunto la posizione numero 10 della Billboard Hot 100, rendendo Sparks l'unica concorrente di American Idol ad avere i suoi primi cinque singoli nella top 20 degli Stati Uniti. I successivi progetti dell'artista, Right Here Right Now (2015) e Cider & Hennessy (2020) ottengono un successo inferiore in termini di vendite, venendo tuttavia apprezzati dalla critica musicale.
Parallelamente alla carriera musicale, Sparks si è cimentata nella recitazione, dedicandosi alla televisione, apparendo nel corso degli anni in numerosi programmi e serie televisive, tra cui Big Time Rush, CSI - Scena del crimine, The View, RuPaul's Drag Race e The Masked Dancer. Ha inoltre recitato in film e cortometraggi, tra in Sparkle - La luce del successo (2012), The Inevitable Defeat of Mister and Pete (2013) e Left Behind - La profezia (2014), e a Broadway, nei musical In the Heights (2010) e in Waitress (2019).

## Biografia
Jordin è nata a Phoenix, Arizona, da Philippi Sparks, giocatore di football afroamericano nella NFL e Jodi Wiedmanne, di origine tedesca-inglese. È cresciuta nei sobborghi di Ridgewood, nel New Jersey, mentre il padre giocava per i New York Giants.  Sparks ha frequentato la Northwest Community Christian School di Phoenix fino alla terza media. Ha frequentato la Sandra Day O'Connor High School fino al 2006, dopodiché è stata educata a casa dalla nonna, Pam Wiedmann, per potersi concentrare meglio sul canto. Per tre anni consecutivi ha vinto il premio come miglior giovane artista dell'anno in Arizona.

### 2006-2010: American Idol,Jordin Sparks e Battlefield

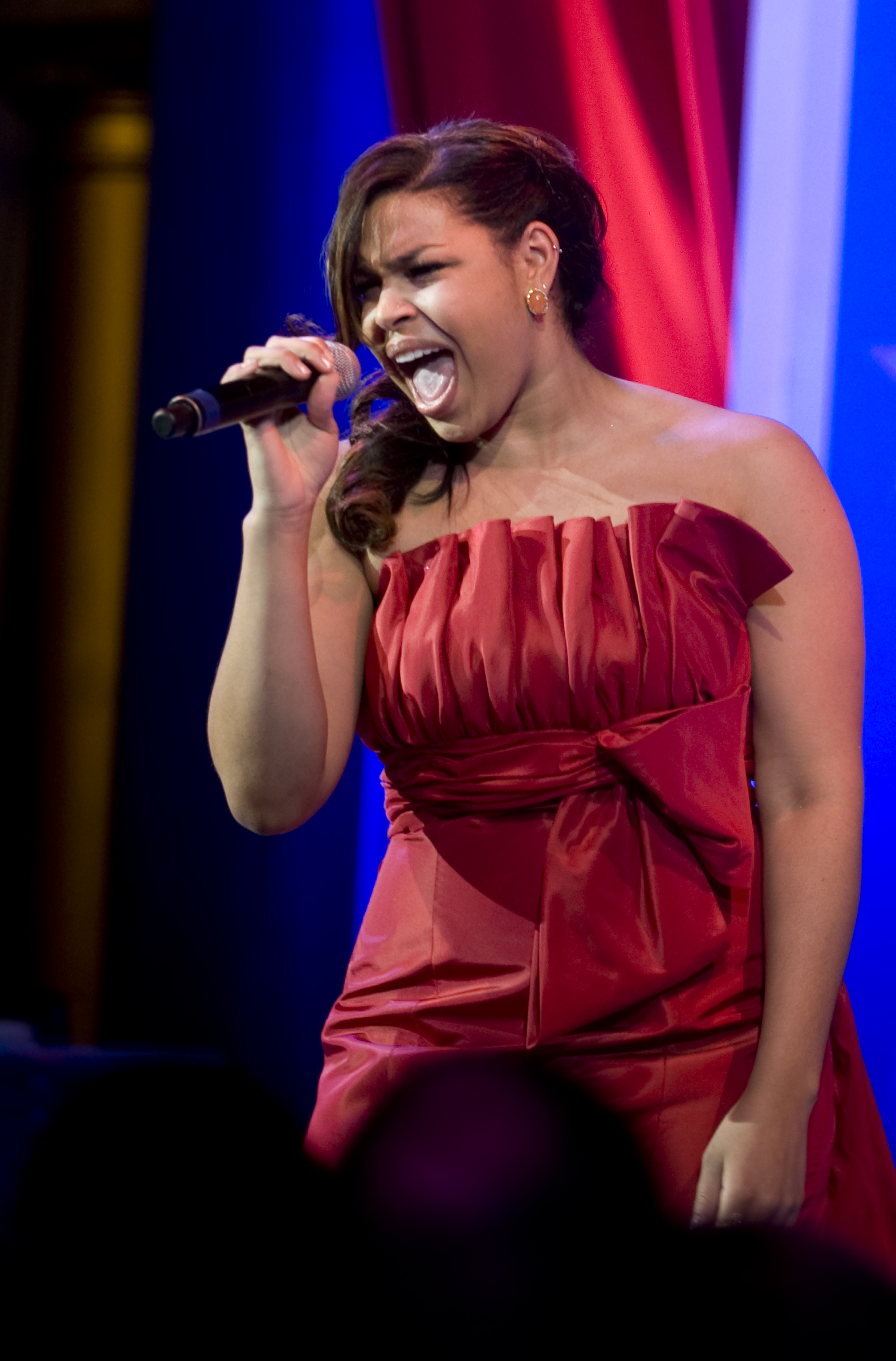
Jordan Sparks al National Building Museum a Washington, D.C. nel 2009

Jordin ha partecipato e vinto la sesta edizione di American Idol. Dalle prime audizioni a Seattle, Washington, il suo percorso è stato lineare, con giudizi dei giudici per la maggior parte positivi.
Dopo la breve parentesi di un mini-album per iTunes, il primo album di Jordin è stato pubblicato negli Stati Uniti il 20 novembre 2007, dall'etichetta discografica della giovane, la 19 Recordings/Jive Records. L'album si intitola Jordin Sparks e contiene il singolo Tattoo, vero e proprio successo negli States e la hit a livello mondiale, No Air in collaborazione con la stella dell'hip-hop-R'n'B Chris Brown è il secondo singolo, ed è un altro grande successo. L'album debutta nella top ten americana e finora ha venduto poco più di 1 milione di copie. Segue il terzo singolo One Step At Time, che dona a Jordin la sua terza top 10 consecutiva in USA. In seguito a questi grandi successi, Jordin Sparks viene premiata come "Best New Artist" agli MTV Video Music Awards. Nel 2008 la cantante ha inoltre l'opportunità di esibirsi al Super Bowl con l'inno nazionale statunitense.
Nel 2009 inoltre apre il 
The Circus: Starring Britney Spears, tour di Britney Spears. Precedentemente aveva aperto anche l'As I Am Tour di Alicia Keys e portato avanti un joint tour in compagnia di Jesse McCartney. Sempre nel 2009, Jordin Sparks ha l'opportunità di esibirsi davanti all'allora presidente degli USA Barack Obama.
Sempre nel 2009, Jordin Sparks pubblica il singolo Battlefield e riesce ad ottenere la quarta top 10 consecutiva in USA, piazzandosi alla numero 10 della Billboard Hot 100. Nelle settimane successive viene pubblicato l'album omonimo, il secondo nella carriera dell'artista. Il singolo ottiene un ottimo successo internazionale, tuttavia l'album non riesce ad ottenere alcuna certificazione. Seguono altri singoli ed un tour intitolato per l'appunto "Battlefield Tour". In questo stesso periodo, Jordin Sparks apre il Jonas Brothers World Tour 2009 dei Jonas Brothers e collabora con il cantante australiano Guy Sebastian nel brano "Like It Like That", che ottiene un buon successo in Nuova Zelanda e Australia. Successivamente, Jordin Sparks incide una cover del classico "Beauty And The Beast" e pubblica i singoli "The World I Knew", "Count On You" con i Big Time Rush e "I Am A Woman". Nel corso dell'anno partecipa all'evento VH1 Divas 2012 al fianco di Adele, Leona Lewis, Kelly Clarkson e Jennifer Hudson.

### 2011 - 2016: Cambio casa discografica e la carriera da attrice

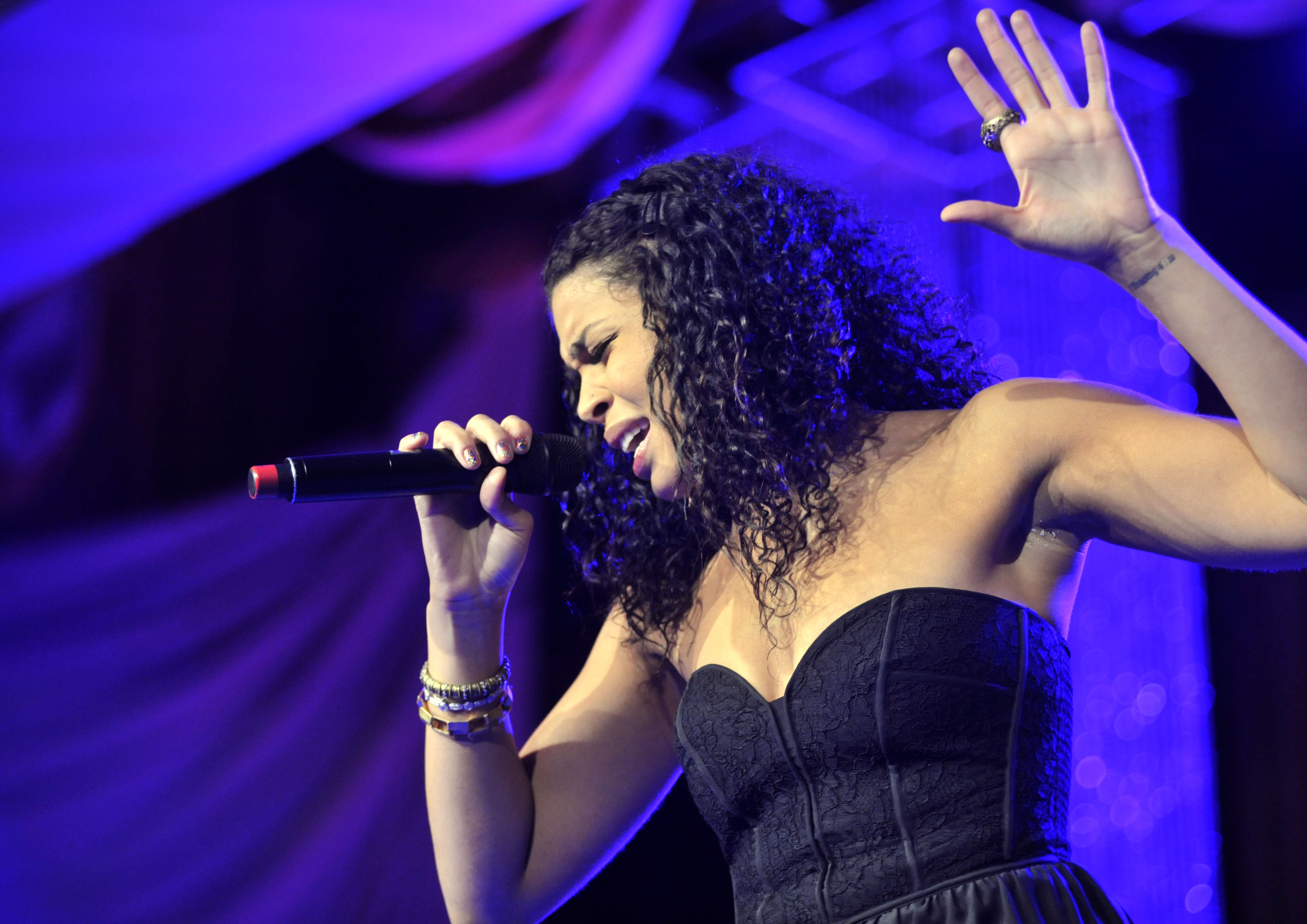
Jordin Sparks nel 2012

Nel 2011, Sparks passa sotto il controllo della RCA Records a causa del fallimento della casa discografica precedente. Nello stesso periodo, la Sparks prende parte al remix ufficiale di It Girl, singolo dell'allora fidanzato Jason Derulo. Nell'autunno del 2011, Sparks ricopre il ruolo da protagonista nella sua prima pellicola cinematografica Sparkle - La luce del successo, diretta da Salim Akil, ispirata alla storia delle The Supremes, recitando al fianco di Derek Luke, Carmen Ejogo, Tika Sumpter e Whitney Houston. Nel corso delle riprese del film, Sparks e Houston interpretano numerosi brani, tra cui il brano Celebrate, registrata otto giorni prima della morte della Houston. La collaborazione viene successivamente riconosciuta con il Soul Train Music Award alla miglior interpretazione gospel e ai Black Reel Awards alla miglior canzone originale.
Successivamente alla partecipazione all'evento VH1 Divas 2012, al fianco di Kelly Rowland, Ciara e Miley Cyrus, Sparks recita al fianco di Jennifer Hudson, Anthony Mackie e Jeffrey Wright nel film The Inevitable Defeat of Mister and Pete, diretto da George Tillman Jr. e prodotto dalla casa di produzione di Alicia Keys. Nel 2013 Jordin torna a collaborare con Jason Derulo nel brano Vertigo ed appare inoltre nel video di Marry Me: Derulo dichiara di aver scritto sia questo brano che The Other Side dedicandole proprio alla Sparks. Nel medesimo anno, Jordin Sparks annuncia su Twitter la fine dei rapporti fra lei e la RCA Records: per tale ragione, il terzo album di Jordin Sparks non verrà mai rilasciato sebbene la cantante avesse annunciato che il progetto fosse stato ultimato.
Nel 2014 viene scelta nel cast del film Left Behind - La profezia con Nicolas Cag, recitando con Nicolas Cage, Lea Thompson e Nicky Whelan. Dopo aver pubblicato il brano I Wish We'd All Been Ready per la colonna sonora del film, Jordin Sparks pubblica un mixtape intitolato Left Felicia sulla piattaforma Soundcloud. Viene successivamente annunciato che Jordin Sparks sarebbe entrata a far parte della casa discografica fondata dal produttore Salaam Remi, restando dunque all'interno della Sony Music.
Il 25 novembre 2014 viene annunciata la pubblicazione dell'album Right Here Right Now, prevista per il 2015. Il 24 febbraio 2015 viene pubblicato il singolo Double Tap in collaborazione con 2 Chainz.  L'album, pubblicato il 21 agosto 2015, viene accolto tiepidamente dalle classifiche, esordendo alla posizione numero 161 della Billboard 200 e 11 della US R&B/Hip-Hop Albums. Successivamente alla sua pubblicazione Sparks lascia anche la casa discografica di Remi.

### 2017–presente: Broadway e il quarto album in studio

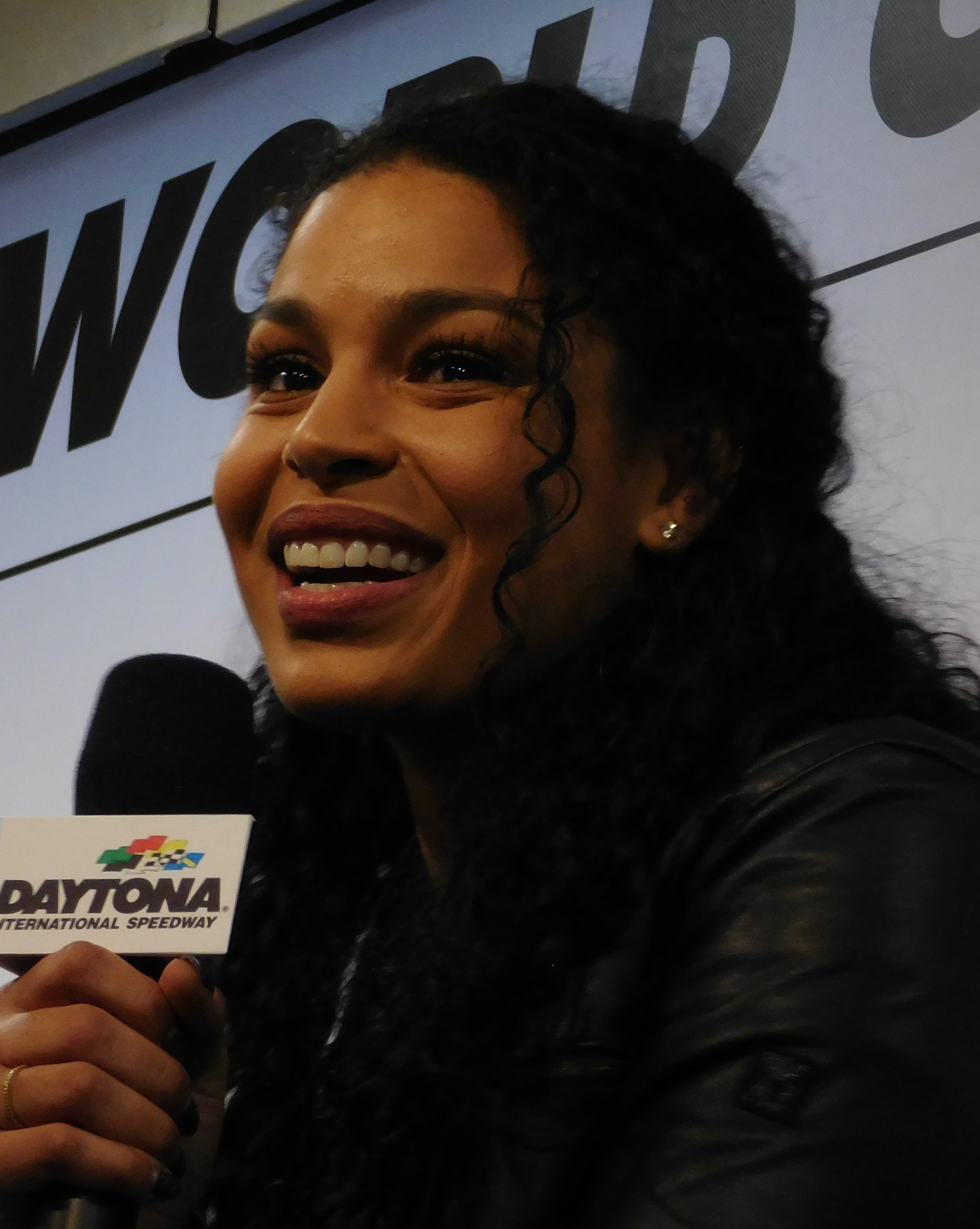
Jordin Sparks nel 2017

Nel maggio 2018, Sparks e il marito Dana hanno iniziato la produzione dello speciale televisivo riguardo alla loro famiglia, denominato Jordin Sparks: A Baby Story per Lifetime. Nell'agosto 2018, KIN Network ha pubblicato una serie web, Heart of Batter with Jordin Sparks, incentrata sull'amore di Sparks per la pasticceria.
Tra settembre ed ottobre 2019 Sparks torna a recitare a Broadway nello spettacolo Waitress, ideato dalla cantante e compositrice Sara Bareilles. Nel corso dello stesso anno ha pubblicato un EP congiunto con il cantante R&B Elijah Blake intitolato 1990 Forever. Successivamente l'artista partecipa al brano House Party insieme ai New Kids On The Block, Naughty By Nature, Big Freedia, Boyz II Men.
Il 2 giugno 2020, dopo oltre cinque anni di assenza come artista solista, Sparks pubblica il singolo "Unknown". Il 31 luglio 2020 ha pubblicato unsecondo singolo, "Red Sangria", attraverso la Red Bull Records.  Il 14 agosto 2020 viene pubblicato l'EP Sounds Like Me, che include i due singoli precedenti. Nel dicembre 2020 pubblica il quarto album in studio di musica natalizia, intitolato Cider & Hennessy.
Nel 2021, Sparks ha partecipato al programma The Masked Dancer, interpretando il personaggio Exotic Bird, classificandosi al quinto posto. Nello stesso anno torna a recitare nel film televisivo A Christmas Treasure e doppia il personaggio di Tabitha nella serie animata I Rugrats.

## Vita privata
Nel 2011 Sparks si è legata sentimentalmente con il cantante e ballerino Jason Derulo. La cantante ha affermato che la sua scelta di fidanzarsi con Derulo portò a diversi scontri con la sua famiglia, soprattutto sul piano religioso, in quanto associati alla Chiesa Evangelica. La relazione termina nel 2014.
Nel 2017, Jordin Sparks ha sposato il modello Dana Isaiah. I due hanno dato alla luce il loro primo figlio, Dana Isaiah Thomas Jr., nel 2018.

## Filantropia

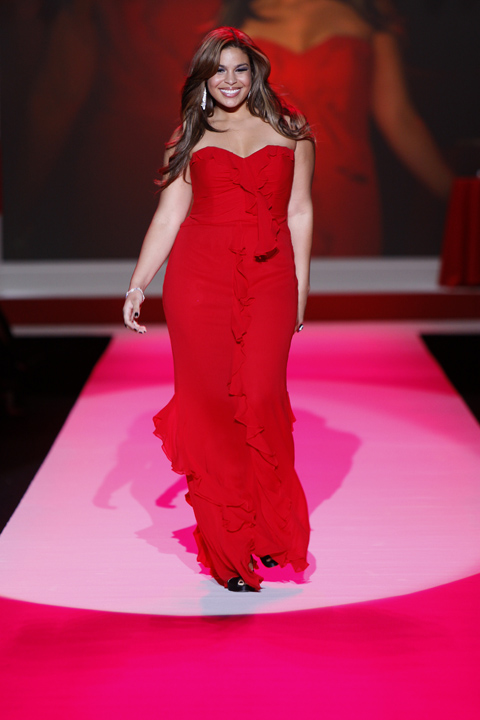
Jordin Sparks al The Heart Truth's Red Dress Show del 2010, per la prelezione della malattie cardiache del dipartimento della salute e dei servizi umani degli Stati Uniti

### Organizzazioni umanitarie e prevenzione alle malattie
Nel febbraio 2008, Sparks si è recata in Ghana con l'associazione Malaria No More, un'organizzazione fondata da George W. Bush, con l'obiettivo di porre fine alle morti per malaria in Africa entro il 2015. Nel corso della missione si è esibita con il brano Amazing Grace di fronte alla delegazione dei capi tribù ganesi, riuniti per accogliere la first lady degli Stati Uniti Laura Bush. Sempre nel 2008, Sparks ha sostenuto la campagna Do Something 101 di Dosomething.org filmando un annuncio di servizio pubblico che spiegava il progetto di raccolta di materiale scolastico a livello nazionale.
Nel febbraio 2010, Sparks è stata una dei tanti artisti che hanno contribuito a We Are the World 25 for Haiti, un singolo di beneficenza per le vittime del terremoto di Haiti del 2010. Per la stessa causa Sparks ha collaborato con il creatore e designer di Pennyroyal Silver, Tim Foster, per creare il suo personale design di collane per la collezione firmata dell'azienda, il cui ricavato finanzia le unità mediche predisposte per aiutare la popolazione haitiana.
Nel 2018, successivamente alla morte della sorellastra Bryanna Jackson-Frias per la falcemia all'età di sedici anni, Sparks ha collaborato con la compagnia assicurativa Aflac, associazione che finanzia le ricerche scientifiche per i tumori infantili e le malattie del sangue come l'anemia drepanocitica.

### Diritti civili
Sparks è sostenitrice dei diritti civili, sostenendo le organizzazioni che si oppongono al razzismo negli Stati Uniti d'America, tra cui il movimento Black Lives Matter. In una discussione al Time 100 Talks, con il direttore esecutivo della rivista Time Dan Macsai, Spark ha dichiarato:
(Jordin Sparks)
La cantante sostiene la comunità LGBT, sostenendo i diritti LGBT negli Stati Uniti d'America, esibendosi nel corso di numerose parate del Pride.

## Influenze musicali
Sparks ha raccontato di essere stata influenzata dalla musica R&B degli anni '90, in particolar modo da artisti quali Mariah Carey, Céline Dion, Christina Aguilera, Brandy, Boyz II Men, Babyface e Whitney Houston. La cantante ha citato tra le influenze musicali anche Nat King Cole, Martina McBride.
Successivamente alla morte di Whitney Houston, avvenuta tre mesi dopo la fine delle riprese del film Sparkle - La luce del successo in cui le due artiste recitavano assieme, Sparks ha raccontato l'influenza che ha avuto nella sua carriera:
(Jordin Sparks)

## Discografia

### Album in studio
- 2007 - Jordin Sparks
- 2009 - Battlefield
- 2015 - Right Here, Right Now
- 2020 - Cider & Hennessy

### EP
- 2006 - For Now
- 2007 - Jordin Sparks
- 2020 - Sounds Like Me

### Mixtape
- 2014 - #ByeFelicia

### Singoli
- 2007 - This Is My Now
- 2007 - Tattoo
- 2008 - No Air  (featuring Chris Brown)
- 2008 - One Step at a Time
- 2009 - Battlefield
- 2009 - S.O.S. (Let the Music Play)
- 2010 - Don't Let It Go to Your Hand
- 2011 - I Am Woman
- 2012 - Celebrate (con Whitney Houston)
- 2014 - It Ain't You
- 2015 - Double Tap
- 2015 - Right Here Right Now
- 2015 - They Don't Give
- 2020 - Unknown
- 2020 - Red Sangria
- 2020 – Come Together (con Milck)
- 2021 – You Still Think Of Me
- 2022 – Stop This Feeling
- 2023 – Stadiums
- 2023 – Call My Name

#### Collaborazioni
- Count On You - Big Time Rush ft. Jordin Sparks

## Filmografia

### Cinema
- 2012 - Sparkle - La luce del successo (Sparkle), regia di Salim Akil
- 2013 - The Inevitable Defeat of Mister and Pete (The Inevitable Defeat of Mister & Pete), regia di George Tillman Jr.
- 2014 - Left Behind - La profezia (Left Behind), regia di Vic Armstrong
- 2018 - Show Dogs - Entriamo in scena (Show Dogs), regia di Raja Gosnell - voce

### Televisione
- 2007 - American Idol - programma televisivo, vincitrice stagione 6
- 2009 - Zack e Cody sul ponte di comando (The Suite Life on Deck) - serie TV, episodio 2x10
- 2010 - Big Time Rush - serie TV, episodio 1x16
- 2013 - Dear Secret Santa - film TV
- 2013 - CSI - Scena del crimine (CSI: Crime Scene Investigation) - serie TV, episodio 14x09
- 2015 - America's Next Drag Queen (RuPaul's Drag Race) - programma televisivo, giudice stagione 7
- 2017 - The Real O'Neals - serie TV, episodio 2x13
- 2018 - Jordin Sparks: A Baby Story - speciale TV, 1 episodio
- 2021 - A Christmas Treasure - film TV
- 2021 - I Rugrats - serie animata, voce

### Webserie
- 2018 - Heart of Batter with Jordin Sparks - speciale TV, 3 episodi

## Teatro

### Broadway
- 2010 - In the Heights, musiche e testi di Lin-Manuel Miranda
- 2019 - Waitress, musiche e testi di Sara Bareilles

## Riconoscimenti
- American Music Award
  - 2008 – Miglior artista adult contemporary[71]
- BET Awards
  - 2008 – Miglior canzone d'amore per No Air
  - 2008 – Candidatura al Viewer's Choice Award per No Air
  - 2008 – Beautiful Face Award
- Grammy Award
  - 2009 – Candidatura alla miglior collaborazione vocale pop per No Air[6]
- MTV Video Music Awards
  - 2008 - Candidatura al miglior video di un'artista femminile per No Air[72]
  - 2008 – Candidatura al miglior artista esordiente[72]
- NAACP Image Award
  - 2008 – Miglior artista esordiente[73]
  - 2009 – Candidatura alla miglior collaborazione per No Air[74]
- People's Choice Awards
  - 2009 – Miglior collaborazione per No Air[75]
  - 2009 – Candidatura alla canzone preferita per No Air[75]
- Soul Train Music Award
  - 2013 – Miglior interpretazione gospel per Celebrate
- Teen Choice Awards
  - 2007 – Candidatura al miglior personaggio di un reality televisivo
  - 2008 – Miglior canzone per un appuntamento romantico per No Air[76]
  - 2008 – Candidatura alla miglior canzone d'amore per No Air[76]
  - 2008 – Candidatura al miglior artista esordiente[76]